# 薩氏異唇鱨
薩氏異唇鱨為輻鰭魚綱鯰形目倒立鯰科的其中一種，分布於非洲加彭奧克維河上游、赤道幾內亞的里約慕尼及喀麥隆南部的Ntem河體長可達9公分。